# Kungliga Johansson
Kungliga Johansson är en svensk komedifilm från 1934 i regi av Sölve Cederstrand. I huvudrollerna ses Thor Modéen, Bullen Berglund och Annalisa Ericson.

## Handling
Hovkocken Carl-Ulrik blir inkallad till det militära efter att det uppdagats att han missat en repövning för mer än 20 år sedan. Detta samtidigt som hans son ska göra lumpen. Men överste Stålhagen på regementet blir förtjust i hans mat, en portion kalvkött med ris och Carl-Ulrik får tjänstgöra i köket istället.

## Om filmen
Kungliga Johansson hade urpremiär på biograf Röda Kvarn i Linköping den 17 september 1934. Den har även visats på SVT och TV4.
Filmen finns utgiven på DVD.

## Rollista (i urval)
Källa: 
- Bullen Berglund – Carl-Ulrik Johansson, kunglig hovkock
- Thor Modéen – sergeant Göran Persson
- Håkan Westergren – Gösta Johansson, Carl-Ulriks son
- Carl Barcklind – överste Magnus Stålhagen
- Annalisa Ericson – Karin Stålhagen, hans dotter
- Anna-Lisa Baude – Johanna Lindqvist, kokerska hos översten
- Eric Barclay – konsul Enrico Belasco
- Gustaf Lövås – "Lången"
- Einar Fagstad – "Korten"
- Theodor Berthels – doktor Adelberg, reformdemokraternas partiordförande
- Carl Ström – statsråd
- Wiktor "Kulörten" Andersson – värnpliktig
- Viveka Linder – maskinskriverska på tidningsredaktionen
- Paul Hagman – furir Frid
- Harry Essing – Anders Erik Johansson, värnpliktig
- Knut Lambert – minister Vincetti, Parazuelas ambassadör
- Yngwe Nyquist – den svenske envoyén i Rom
- Jean Claesson – journalist på tidningen Reformdemokraten